# Cypress Township
Cypress Township est un township du comté de Harrison dans le Missouri, aux États-Unis,.
Le township est fondé dans les années 1840 et baptisé en référence aux cyprès (en anglais : Cypress), présents dans ses limites.

## Source de la traduction
- (en) Cet article est partiellement ou en totalité issu de l’article de Wikipédia en anglais intitulé « Cypress Township, Harrison County, Missouri » (voir la liste des auteurs).